# Hạ Hầu Bá
Hạ Hầu Bá (tiếng Trung: 夏侯霸; bính âm: Xiahou Ba; ? – 259?), tự Trọng Quyền (仲權), là tướng lĩnh Tào Ngụy và Quý Hán thời Tam Quốc trong lịch sử Trung Quốc.

## Phục vụ Tào Ngụy
Hạ Hầu Bá là người huyện Tiếu, nước Bái, Dự Châu, là con trai thứ hai của danh tướng Hạ Hầu Uyên với em gái của Đinh phu nhân; là em trai của Hạ Hầu Hành. Năm 219, Hạ Hầu Uyên trấn thủ Hán Trung, cùng con trai Hạ Hầu Vinh bị Hoàng Trung chém chết. Hạ Hầu Bá thường nghĩ đến việc báo thù mà nghiến răng nghiến lợi.
Khoảng 220–226, Hạ Hầu Bá làm quan đến Thiên tướng quân, ban tước Quan nội hầu.
Năm 230, Đại tướng quân Tào Chân phát động chiến dịch phạt Thục, cho hành quân qua đường Tí Ngọ. Hạ Hầu Bá làm tiên phong, tiến đến Hưng Thế, đóng trại trong cốc. Quân Hán tấn công. Hạ Hầu Bá gặp phải tình cảnh bất lợi, nhưng vẫn bình tĩnh chỉ huy, cố thủ chờ đến khi viện quân tới cứu.
Năm 239, Tào Sảng cùng với Tư Mã Ý trở thành phụ chính của vua mới Tào Phương. Hạ Hầu Bá được Tào Sảng trọng dụng. Khoảng 240–241, Tào Sảng lấy Hạ Hầu Bá làm Hữu tướng quân, Thảo Thục Hộ quân, tiến tước Bác Xương đình hầu. Bá đóng quân ở Lũng Tây thao luyện quân sĩ, vỗ về người Nhung, được dân Nhung yêu quý. Cùng năm, Hạ Hầu Bá thay Hạ Hầu Nho làm Chinh Thục Hộ quân, lệ thuộc Chinh Tây tướng quân Hạ Hầu Huyền.
Năm 247, người Khương ở các quận Lũng Tây, Nam An, Kim Thành, Tây Bình do thủ lĩnh Ngạ Hà, Thiêu Qua, Phạt Đồng, Nga Già Tắc liên hiệp nổi dậy chống Ngụy. Quân Khương bao vây thành trì, cho người đến đầu hàng Quý Hán. Đại tướng quân Phí Y phái Vệ tướng quân Khương Duy ra Lũng Hữu tiếp ứng. Thủ lĩnh người Hồ là Bạch Hổ Văn, Trị Vô Đới cũng nổi dậy hưởng ứng. Hạ Hầu Bá đóng quân ở Vị Sí. Thứ sử Ung Châu Quách Hoài đoán rằng Khương Duy chắc chắn sẽ nhắm vào chỗ Hạ Hầu Bá nên dẫn quân đến tiếp ứng. Khương Duy đến Vị Sí đúng lúc quân Quách Hoài đến. Hai quân giao tranh ở Thao Tây. Khương Duy ít quân, buộc phải rút lui.
Năm 248, Khương Duy lại dẫn quân chi viện Khương Hồ, cho Thái thú Âm Bình Liêu Hóa đắp thành để thu nhặt tàn quân. Quách Hoài dự kiến trước, phái Hạ Hầu Bá truy đuổi Khương Duy ở Đạp Trung còn bản thân tấn công Liêu Hóa. Khương Duy buộc phải quay về cứu Liêu Hóa, không thể trợ giúp Khương Hồ. Cuối cùng, Khương Duy vẫn dẫn dắt được lực lượng của Bạch Hổ Văn, Trị Vô Đới vào đất Thục.
Năm 249, Tư Mã Ý phát động chính biến lăng Cao Bình, giết hại Đại tướng quân Tào Sảng cùng vây cánh. Hạ Hầu Huyền (cháu họ của Hạ Hầu Bá) cũng bị triệu hồi về kinh rồi giết hại. Chức Chinh Tây tướng quân được trao cho Quách Hoài. Quách Hoài vốn là bè đảng của Ý, lại thường bất hòa với Bá. Hạ Hầu Bá cho rằng chắc chắn Quách Hoài sẽ hãm hại mình, lo sợ chạy vào đất Thục. Hạ Hầu Bá đi lối Âm Bình, bị lạc đường, cạn lương, phải giết ngựa ăn rồi đi bộ. Chân của Bá bị đâm nát, nằm dưới vách đá, cho người đi tìm đường mà chẳng biết đi về đâu. Người Thục nghe tin, cho người đến đón.

## Quy thuận Quý Hán
Mẹ của Trương hoàng hậu là em họ của Hạ Hầu Bá, nên Hậu chủ Lưu Thiện đối xử với Bá vô cùng khách khí. Hậu chủ trấn an rằng: Phụ thân của ngươi bị hại trong lúc đánh trận thôi, không phải tự tay tiền nhân của ta đâm chết đâu. Cũng chỉ vào hoàng tử mà nói: Đây là cháu ngoại của họ Hạ Hầu đấy. Con trai của Hạ Hầu Bá ở Ngụy nhờ em trai Hạ Hầu Hòa bảo vệ, xét công của Hạ Hầu Uyên mà không bị tru, chỉ bị lưu đày đến Lạc Lãng (Bình Nhưỡng). Những người còn lại trong nhà đều được con rể Dương Hỗ chu cấp.
Hạ Hầu Bá quy thuận Thục Hán, nhờ thân phận mà được ban tước cũng như ân sủng, phong Chinh Bắc tướng quân. Năm 251, Xạ kỵ tướng quân Đặng Chi mất, Bá kế nhiệm Chi giữ chức Xa kỵ tướng quân. Hạ Hầu Bá từng muốn kết giao với Đãng khấu tướng quân Trương Ngực, nhưng bị Trương Ngực lấy lý do "chưa biết nhau" để từ chối. Kẻ sĩ đương thời cho rằng lời ấy là cao đẹp.
Vệ tướng quân Khương Duy có chí bắc phạt, hỏi Hạ Hầu Bá về chính sự bên Ngụy: Tư Mã Ý giờ đã nắm quyền, liệu có chí chinh phạt không? Bá trả lời: Bên đó đang sửa sang nhà cửa, chưa rảnh lo việc bên ngoài. Có người tên là Chung Sĩ Quý, dù còn trẻ, nhưng nếu quản lý triều chính, sẽ là nỗi lo của Ngô, Thục vậy. Về sau, Hạ Hầu Bá nhiều lần theo Khương Duy bắc phạt Tào Ngụy.
Năm 255, Đại tướng quân Khương Duy cùng Xa kỵ tướng quân Hạ Hầu Bá, Chinh Tây đại tướng quân Trương Dực dẫn quân ra Địch Đạo. Khương Duy đại phá quân Ngụy do Thứ sử Ung Châu Vương Kinh chỉ huy ở Thao Tây. Vương Kinh phải rút vào thành cố thủ. Khương Duy không nghe theo lời khuyên của Trương Dực, tiếp tục bao vây thành trì. Đô đốc Ung, Lương nước Ngụy là Trần Thái từ Thượng Khuê dẫn quân đến phá vậy, khiến quân Hán từ thắng thành bại.
Năm 259, triều đình lấy Trương Dực làm Tả Xa kỵ tướng quân, Liêu Hóa làm Hữu Xa kỵ tướng quân. Khả năng Hạ Hầu Bá mất trước đó.

## Tác phẩm
Hạ Hầu Bá để lại một số tác phẩm, được tập hợp trong Hạ Hầu Bá tập gồm 2 quyển được liệt kê trong Tùy thư và Tân Đường thư, nay đã thất truyền.

## Trong văn hóa
Trong tiểu thuyết Tam quốc diễn nghĩa của La Quán Trung, Hạ Hầu Bá xuất hiện ở hồi 102, là con trai trưởng của Hạ Hầu Uyên (thay vì con thứ hai). Năm 234, Thừa tướng Thục Hán Gia Cát Lượng ra quân Kỳ Sơn, khiến Ngụy chủ Tào Duệ vô cùng lo lắng, triệu Tư Mã Ý hỏi kế. Tư Mã Ý tiến cử bốn anh em Hạ Hầu Bá, Hạ Hầu Uy, Hạ Hầu Huệ, Hạ Hầu Hòa. Hạ Hầu Bá giỏi cung ngựa, cùng em trai Uy được phong làm tả hữu tiên phong, cho quân dựng trại ở Vị Tân. Gia Cát Lượng dự định nghi binh đánh Bắc Nguyên rồi cho quân vượt Vị Thủy chiếm mé nam sông. Tư Mã Ý đoán được, bố trí các tướng mai phục. Hạ Hầu Bá, Hạ Hầu Uy dẫn quân lên núi Nam Sơn chờ quân Thục hỗn loạn thì ra đánh. Tư Mã Ý xem thiên văn, đoán rằng Gia Cát Lượng sắp chết, phái Hạ Hầu Bá dẫn 5.000 quân đến gần gò Ngũ Trượng thám thính. Hạ Hầu Bá không do thám được chi tiết đã bị Ngụy Diên đánh đuổi. Tư Mã Ý đoán chắc Gia Cát Lượng đã chết, cho quân đuổi theo, nhưng lại trúng di kế của Gia Cát Lượng, bị Khương Duy mai phục đánh tan. Hạ Hầu Bá cùng Hạ Hầu Huệ hộ vệ ở bên cạnh Tư Mã Ý.
Năm 238, Tư Mã Ý dẫn quân bình định Công Tôn Uyên. Hạ Hầu Bá, Hạ Hầu Uy mai phục ở Lương Thủy, đánh bại quân Liêu do Ti Diễn, Dương Tộ chỉ huy. Ti Diễn, Dương Tộ hội quân với Công Tôn Uyên kéo lại đánh lần nữa. Hạ Hầu Bá đơn đấu với Ti Diễn, chưa được vài hiệp chém Diễn dưới ngựa. Sau Hạ Hầu Bá cùng Hạ Hầu Uy, Hồ Tuân, Trương Hổ, Nhạc Lâm hợp sức bao vây, ép cha con Công Tôn Uyên đầu hàng.
Trong Tam quốc diễn nghĩa của nhà văn La Quán Trung có hư cấu về cái chết của Hạ Hầu Bá, theo đó trong lần bắc phạt cuối cùng, Khương Duy sai Hạ Hầu Bá làm tiền bộ, dẫn binh đến Diêu Dương trước. Hạ Hầu Bá đến nơi, trông thấy trên mặt thành không có một lá cờ nào, bốn cửa mở tung cả. Bá đến mặt thành, bỗng nghe một tiếng pháo nổ, rồi trên mặt thành còi trống vang động, tinh kỳ dựng lên tua tủa, cầu treo rút lên. Hạ Hầu Bá vội vã rút lui thì tên đạn trên thành bắn xuống như mưa. Hạ Hầu Bá và năm trăm quân cùng bị bắn chết hết. Thực tế, sử sách không ghi rõ thời điểm cũng như nguyên nhân cái chết của Hạ Hầu Bá.